# Diócesis de Dolisie
La diócesis de Dolisie (en latín: Dioecesis Dolisiensis y en francés: Diocèse de Dolisie) es una circunscripción eclesiástica de la Iglesia católica en República del Congo. Se trata de una diócesis latina, sufragánea de la arquidiócesis de Pointe-Noire. Desde el 11 de mayo de 2022 su obispo es Toussaint Ngoma Foumanet, de la Congregación del Espíritu Santo.

## Territorio y organización
La diócesis tiene 25 942 km² y extiende su jurisdicción sobre los fieles católicos de rito latino residentes en el departamento de Niari. 
La sede de la diócesis se encuentra en la ciudad de Dolisie (llamada Loubomo entre 1975 y 1991), en donde se halla la Catedral de San Pablo.
En 2021 en la diócesis existían 15 parroquias.

## Historia
La diócesis fue erigida por el papa Francisco el 24 de mayo de 2013 desmembrándola de la diócesis de Nkayi. El primer obispo de la nueva diócesis fue Bienvenu Manamika Bafouakouahou, anteriormente vicario general de la diócesis de Kinkala.
Originalmente sufragánea de la arquidiócesis de Brazzaville, pasó a formar parte de la provincia eclesiástica de Ponte-Noire el 30 de mayo de 2020.

## Estadísticas
Según el Anuario Pontificio 2022 la diócesis tenía a fines de 2021 un total de 100 258 fieles bautizados.
| Año                                                                             | Población            | Población | Población      | Sacerdotes | Sacerdotes    | Sacerdotes    | Bautizados por sacerdote | Diáconos permanentes | Religiosos | Religiosos | Parroquias |
| Año                                                                             | Bautizados católicos | Total     | % de católicos | Total      | Clero secular | Clero regular | Bautizados por sacerdote | Diáconos permanentes | Varones    | Mujeres    | Parroquias |
| ------------------------------------------------------------------------------- | -------------------- | --------- | -------------- | ---------- | ------------- | ------------- | ------------------------ | -------------------- | ---------- | ---------- | ---------- |
| 2013                                                                            | 71 000               | 210 000   | 33.8           | 32         | 30            | 2             | 2218                     |                      | 2          | 3          | 11         |
| 2016                                                                            | 71 000               | 210 000   | 33.8           | 28         | 25            | 3             | 2535                     |                      | 9          | 6          | 12         |
| 2019                                                                            | 76 700               | 226 800   | 33.8           | 36         | 34            | 2             | 2130                     |                      | 20         | 6          | 15         |
| 2020                                                                            | 78 700               | 232 700   | 33.8           | 41         | 37            | 4             | 1920                     |                      | 22         | 6          | 15         |
| 2021                                                                            | 100 258              | 291 000   | 34.5           | 37         | 34            | 3             | 2709                     |                      | 21         | 6          | 15         |
| Fuente: Catholic-Hierarchy, que a su vez toma los datos del Anuario Pontificio. |                      |           |                |            |               |               |                          |                      |            |            |            |

## Episcopologio
- Bienvenu Manamika Bafouakouahou (24 de mayo de 2013-18 de abril de 2020 nombrado arzobispo coadjutor de Brazzaville)[nota 1]
  - Sede vacante (2020-2022)
- Toussaint Ngoma Foumanet, C.S.Sp., desde el 11 de mayo de 2022